# Johann Lorenz Madein
Johann Lorenz Madein, também conhecido pelo nome aportuguesado João Lourenço Madein (Neumarkt, 15 de dezembro de 1857 — São Paulo, 8 de agosto de 1918), foi um arquiteto austríaco radicado no Brasil que projetou e construiu diversas obras, particularmente igrejas.

## Vida
Nascido em 15 de dezembro de 1857, filho de Lorenz Madein e Catarina Tobim, na localidade de Neumarkt, no Tirol Meridional, então parte da Áustria e hoje pertencente à Itália. Em 20 de outubro de 1888 casou-se com Clara Knoflach, também austríaca, em Bolzano/Bozen, também no Tirol Meridional.

Entre 1889 e 1893 emigrou para o Brasil, a pedido do abade D. Miguel Kruse do Mosteiro São Bento, em São Paulo. Este religioso, de origem alemã, queria preservar as características arquitetônicas em uma expansão do mosteiro. 

## Atuação profissional no Brasil
Foi responsável pelo projeto e execução de diversas obras, principalmente em estilo neogótico, notadamente:
- Igreja de Nossa Senhora da Conceição em São Paulo (também conhecida como Igreja Santa Ifigênia), posteriormente elevada à Basílica sob nome Basílica do Santíssimo Sacramento.
- Catedral Nossa Senhora do Patrocínio em Jaú, São Paulo[2]
- Igreja do Sagrado Coração de Jesus em Piracicaba, São Paulo[3] - Tombada pelo CODEPAC
- Igreja Matriz de Santa Rita de Cássia em Santa Rita do Passa Quatro, São Paulo.
- Colégio São Norberto (previamente Atheneu Jahuense) em Jaú, São Paulo[4]

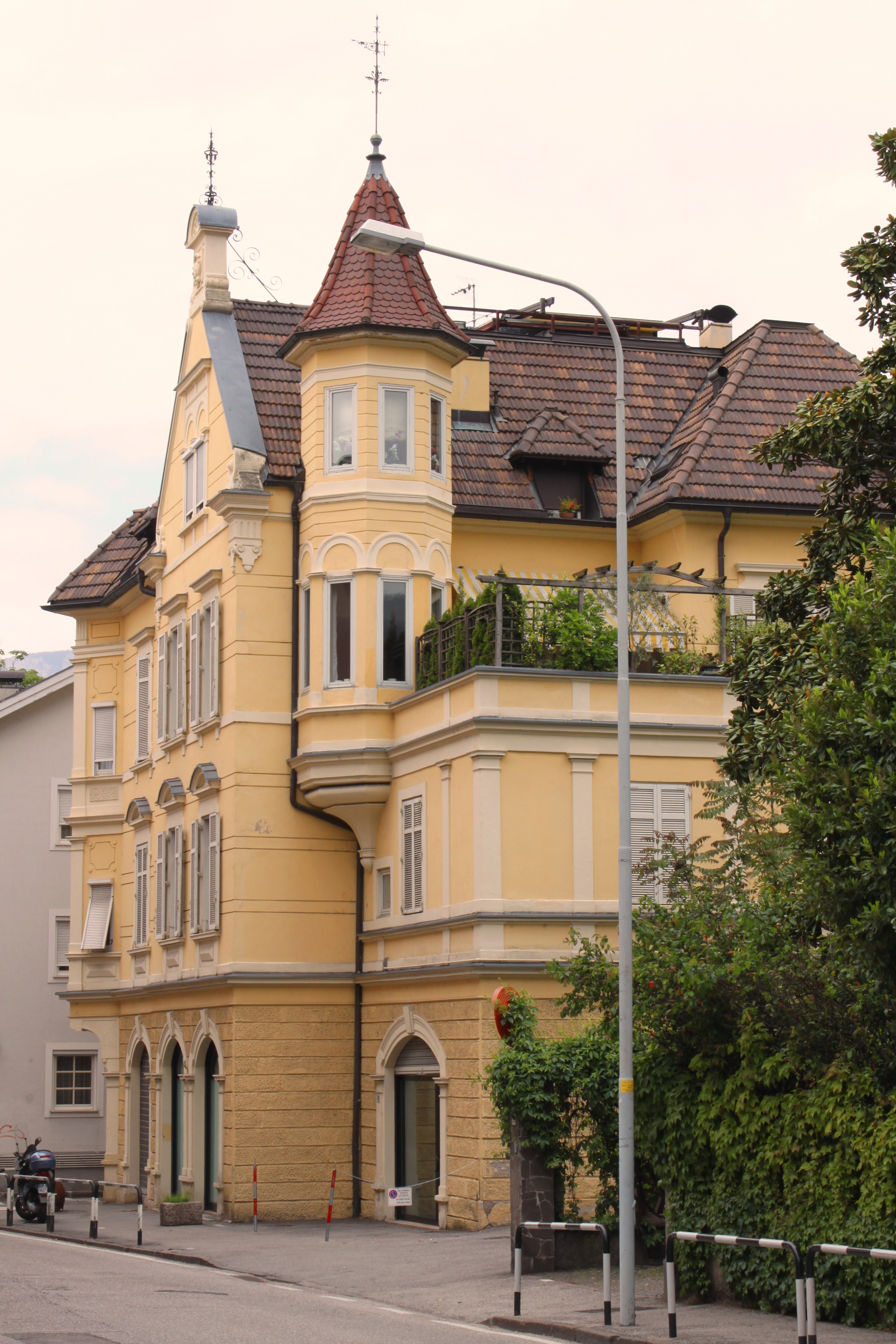
Villa Clara, Bolzano/Bozen, Itália - projetada por Johann Madein antes de emigrar para o Brasil
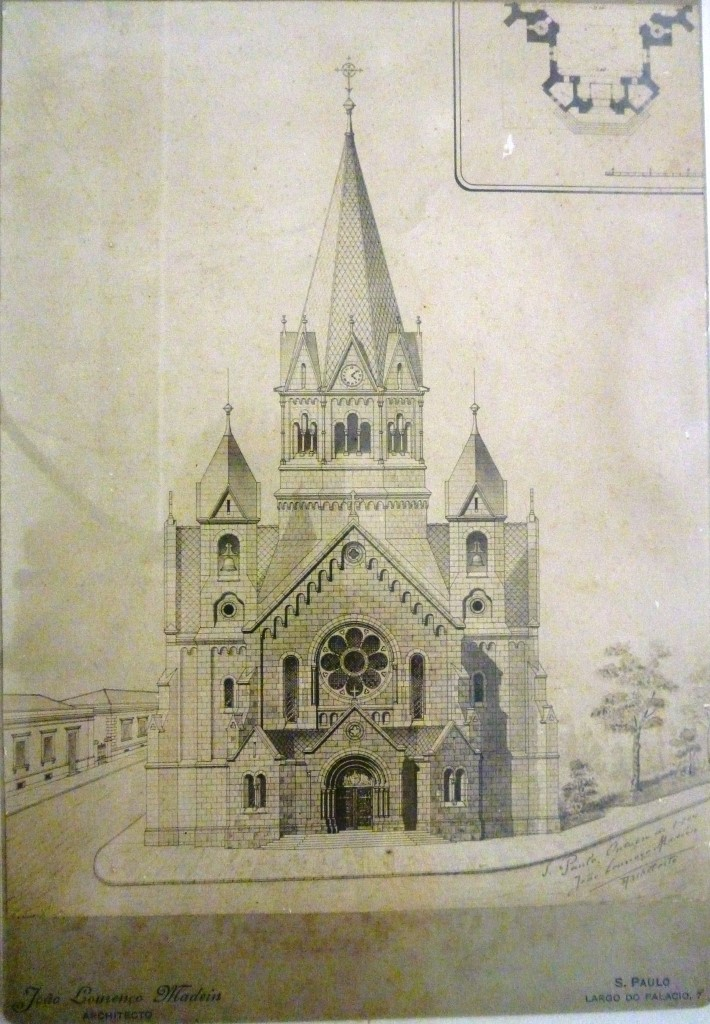
Projeto arquitetônico da fachada da Igreja Nossa Senhora da Conceição - Santa Ifigênia, vista frontal
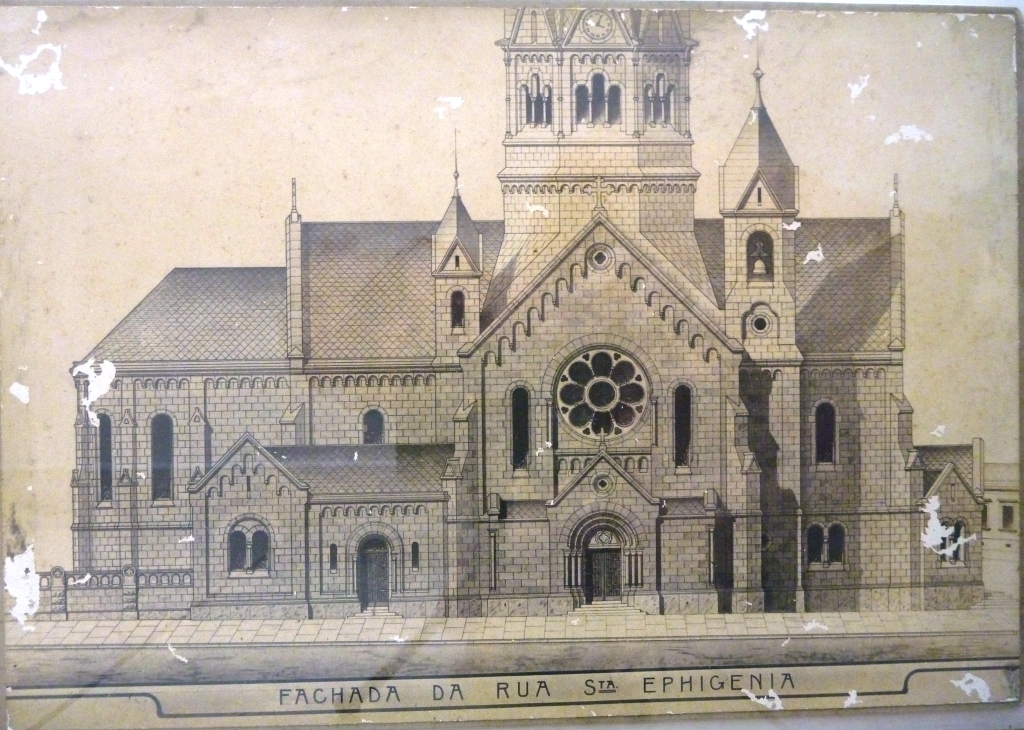
Projeto arquitetônico da fachada da Igreja Nossa Senhora da Conceição - Santa Ifigênia - vista lateral esquerda
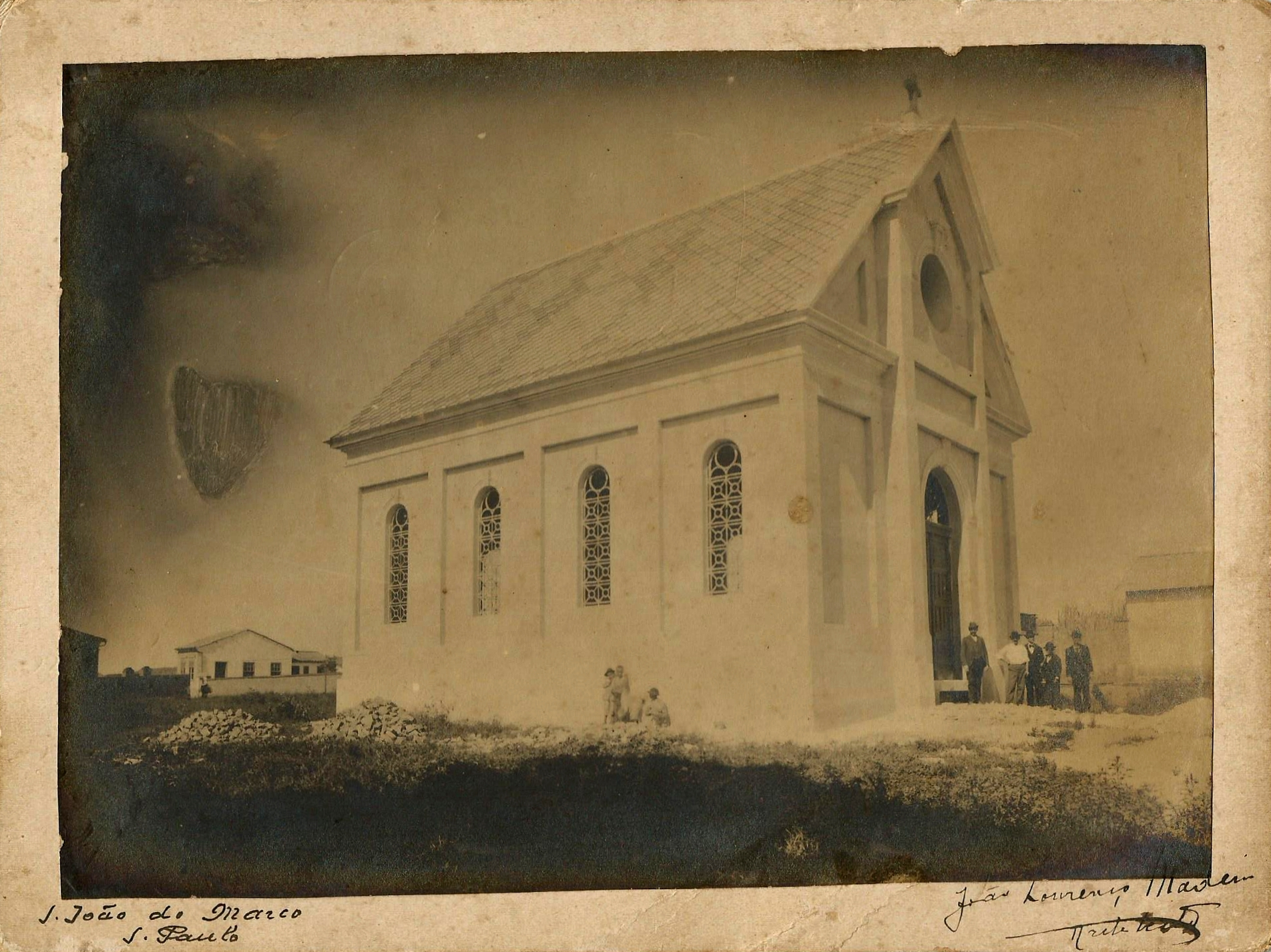
Igreja São João de Marco - Cidade paulista não identificada

## Últimos anos
Em 1917, devido ao recrudescimento entre as relações do Brasil com o então Império Austro-Húngaro Johann Madein foi despedido da execução da Igreja Matriz de Santa Rita de Cássia, vindo portanto a abrir uma fábrica de ladrilhos decorados, que não vingou.